# PC-98

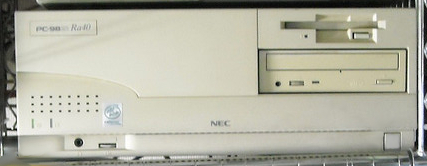
NEC-PC-9821 Ra40 (Desktop)

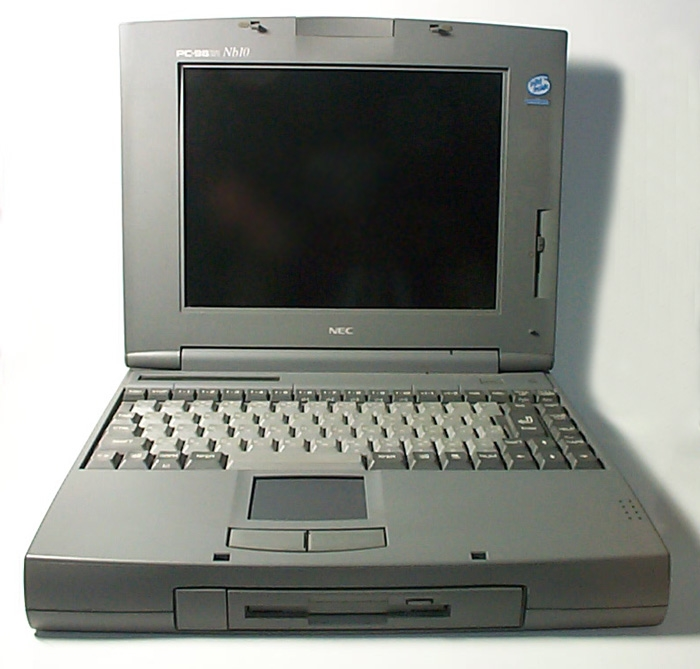
NEC PC-9821 Nb10 (Laptop)

PC-98 ist eine Bezeichnung für auf dem NEC PC-9800 basierende Computer. PC-98-Rechner waren in Japan sehr weit verbreitet und wurden von 1982 bis 1997 angeboten.

## Weitere Einzelheiten
Der PC-98 ist teilweise dem IBM PC ähnlich, allerdings hat er statt des ISA-Busses den sogenannten C-Bus, einen eigenen 16-Bit-Bus, der auch in der PC-88-Reihe der Firma NEC verwendet wurde. Außerdem sind BIOS, I/O-Port-Adressierung, Speicherverwaltung und Grafikausgabe (via NEC µPD7220) anders als bei herkömmlichen PCs.

## Geschichte
Die Entwicklung und der Erfolg des PC-98 waren in den Besonderheiten des japanischen Marktes begründet. Dieser war weitestgehend von ausländischen Firmen abgeschottet, sodass japanische Hersteller den Markt dominierten. Während sich im Rest der Welt Personal Computer weitestgehend durchsetzten, hielten die japanischen Hersteller sehr lange an Mainframes fest, was unter anderem in Problemen mit der Unterstützung der japanischen Schrift begründet war.
Als der IBM PC im Rest der Welt einen großen Erfolg verbuchen konnte, entwickelten die japanischen Hersteller verschiedene zueinander inkompatible PC-Standards. Während die meisten japanischen Hersteller PCs lediglich als Terminal für ihre Mainframes vermarkteten, ging NEC, seinerzeit den kleinsten Marktanteil besitzend, einen anderen Weg und entwickelte mit dem PC-98 einen als Einzelplatzrechner nutzbaren Computer. Da Microsoft nicht bereit war, MS-DOS an den PC-98 anzupassen, entwickelte NEC auch das Betriebssystem selbst. So erschien im Oktober 1982 mit dem PC-9801 das erste Modell der PC-98-Reihe. Vor allem durch den zeitlichen Vorsprung konnte sich NEC einen großen Marktanteil sichern. Durch geschicktes Marketing entwickelte sich eine reichhaltige Softwarebibliothek; im Jahr 1987 gab es 3500 Softwareprodukte für den PC-98. Schon bald entstanden erste Klone des PC-98, unter anderem der erste PC-98-basierte Laptop im Jahr 1987. Im Jahr 1991 hielt der PC-98 einen Marktanteil von 60 Prozent. Dadurch, dass NEC das Urheberrecht an allen relevanten Komponenten hielt, konnte es durch hohe Preise einen großen Gewinn erwirtschaften.
Der Niedergang des PC-98 begann im Jahr 1991 mit der Entwicklung von DOS/V. DOS/V ermöglichte erstmals die Verwendung der japanischen Sprache auch auf gewöhnlichen IBM-kompatiblen PCs, sodass hierfür keine speziellen Rechner wie der PC-98 erworben werden mussten. Im Jahr 1993 folgte dann Windows 3.1. Dieses erschien zwar auch für den PC-98, aber durch die gemeinsame Programmierbibliothek war eine besondere Anpassung von Anwendungsprogrammen auf die verschiedenen Rechnerarchitekturen nicht mehr notwendig. Damit hatte der PC-98 keine Vorteile mehr gegenüber IBM-kompatiblen PCs und konnte sich auf Dauer wegen des hohen Preises nicht durchsetzen. NEC sah sich dadurch gezwungen, 1997 die PC-98-Reihe endgültig einzustellen.